# Gmina Hammarö
Gmina Hammarö (szw. Hammarö kommun) – gmina w Szwecji, w regionie Värmland, z siedzibą w Skoghall.
Pod względem zaludnienia Hammarö jest 152. gminą w Szwecji. Zamieszkuje ją 14 390 osób, z czego 49,69% to kobiety (7151) i 50,31% to mężczyźni (7239). W gminie zameldowanych jest 313 cudzoziemców. Na każdy kilometr kwadratowy przypada 256,96 mieszkańca. Pod względem wielkości gmina zajmuje 279. miejsce.